# Alegeri pentru Parlamentul European, 2004
Alegerile pentru Parlamentul european s-au ținut din 10 iunie până pe 13 iunie, în 25 de state membre ale Uniunii Europene, utilizănd multiple termene electorale, după tradițiile locale ale fiecărei națiuni.
Voturile au fost numârate în urma închiderii urnelor, dar rezultatele au fost anunțate după 13 sau 14 zile, pentru a evita orice mod de influențare. Astfel, Țările de Jos, care au votat pe data de 10 iunie, au făcut cunoscute rezultatele provizorii, foarte siguri, imediat după închiderea urnelor, în seara alegerilor, iar acest fapt a fost aspru criticat de Comisia Europeană.
Au avut drept de vot 342 milioane cetățeni europeni, fiind al doilea electorat democratic ca mărime după India. Au fost cele mai mari alegeri transnaționale din istorie, iar cele 10 noi state membre si-au ales membrii Parlamentului eurpean pentru prima dată. Noul Parlament este astfel compus din 732 de persoane.
Rezultatele au arătat o înfrăngere generală a partidelor guvernului și o creștere a reprezentanților din partidele eurosceptice. Nu s-a ajuns la nici o majoritate: bilanțul puterilor în Parlament a rămas același în cele 10 noi state membre.
Alegerile europene din 2004 au înregistrat cele mai mici rate de participare. Deși au intrat în Europa 10 noi state, doar jumâtate dintre alegători si-au exercitat într-adevăr dreptul la vot. (45%). Polonia și Slovacia, au fost țările în care s-au înregistrat cele mai mari rate.

## Rezultate finale
| Rezultatele finale ale alegerilor europene din 2004 | Rezultatele finale ale alegerilor europene din 2004 | Rezultatele finale ale alegerilor europene din 2004 | Rezultatele finale ale alegerilor europene din 2004 | Rezultatele finale ale alegerilor europene din 2004 | Rezultatele finale ale alegerilor europene din 2004 | Rezultatele finale ale alegerilor europene din 2004 |
| Grup                                                | Grup                                                | Compuși                                             | Președintele                                        | MPE                                                 | MPE                                                 | MPE                                                 |
| --------------------------------------------------- | --------------------------------------------------- | --------------------------------------------------- | --------------------------------------------------- | --------------------------------------------------- | --------------------------------------------------- | --------------------------------------------------- |
|                                                     | PPE-DE                                              | Conservatori și Democratici Creștini                | Hans-Gert Pöttering                                 | 268                                                 |                                                     |                                                     |
|                                                     | PSE                                                 | Socialism și Social Democratic                      | Martin Schulz                                       | 200                                                 |                                                     |                                                     |
|                                                     | ALDE                                                | Liberalismul și Liberali Democratici                | Graham Watson                                       | 88                                                  |                                                     |                                                     |
|                                                     | V–ALE                                               | Ecologismul și Regionaliști                         | Daniel Cohn-Bendit Monica Frassoni                  | 42                                                  |                                                     |                                                     |
|                                                     | GUE– NGL                                            | Comuniști de Extremă Stănga                         | Francis Wurtz                                       | 41                                                  |                                                     |                                                     |
|                                                     | IND-DEM                                             | Euroscetptici                                       | Jens-Peter Bonde Nigel Farage                       | 37                                                  |                                                     |                                                     |
|                                                     | UEN                                                 | Conservatori Naționali                              | Brian Crowley Cristiana Muscardini                  | 27                                                  |                                                     |                                                     |
|                                                     | NI                                                  | Independenți                                        | niciunul                                            | 29                                                  | Total: 732                                          | Fonti:                                              |

## Rezultate pentru fiecare țară
| GrupulȚara    | PPE-DE                                      | PSE                             | ELDR                                                 | Verzi-ALE                      | GUE-NGL         | UEN               | EDD               | Alții                         | Aleși | %      | Prezenți la urne |
| ------------- | ------------------------------------------- | ------------------------------- | ---------------------------------------------------- | ------------------------------ | --------------- | ----------------- | ----------------- | ----------------------------- | ----- | ------ | ---------------- |
| Austria       | 6 (ÖVP)                                     | 7 (SPÖ)                         | -                                                    | 2 (GRÜNE)                      | -               | -                 | -                 | 2 (Hans-Peter Martin) 1 (FPÖ) | 18    | 2,5%   | 42,43%           |
| Belgia        | 4 (CD&V/N-VA) 1 (cdH) 1 (CSP)               | 4 (PS) 3 (sp.a)                 | 3 (VLD) 3 (MR)                                       | 1 (Groen) 1 (Ecolo)            | -               | -                 | -                 | 1 (VB)                        | 24    | 3,3%   | 90,81%           |
| Cehia         | 9 (ODS) 2 (SNK) 2 (KDU–ČSL) 1 (ED)          | 2 (ČSSD)                        | -                                                    | -                              | 6 (KSČM)        | -                 | 1 (independent)   | 1 (independent)               | 24    | 3,3%   | 28,32%           |
| Cipru         | 2 (DISY) 1 (GTE)                            | -                               | 1 (DIKO)                                             | -                              | 2 (AKEL)        | -                 | -                 | -                             | 6     | 0,8%   | 71,19%           |
| Danemarca     | 1 (Konservative)                            | 5 (S)                           | 3 (V) 1 (RV)                                         | 1 (SF)                         | 1 (Folk B.)     | 1 (DF)            | 1 (Juni B.)       | -                             | 14    | 1,9%   | 47,9%            |
| Estonia       | 1 (IL)                                      | 3 (SDE)                         | 1 (K) 1 (ER)                                         | -                              | -               | -                 | -                 | -                             | 6     | 0,8%   | 26,83%           |
| Finlanda      | 4 (Kok.)                                    | 3 (SDP)                         | 4 (Kesk.) 1 (SFP)                                    | 1 (Vihr.)                      | 1 (VAS)         | -                 | -                 | -                             | 14    | 1,9%   | 41,1%            |
| Franța        | 17 (UMP)                                    | 31 (PS)                         | 11 (UDF)                                             | 6 (Les Verts)                  | 3 (PCF)         | -                 | 3 (MPF)           | 7 (FN)                        | 78    | 10,7%  | 42,76%           |
| Germania      | 40 (CDU) 9 (CSU)                            | 23 (SPD)                        | 7 (FDP)                                              | 13 (GRÜNE)                     | 7 (PDS)         | -                 | -                 | -                             | 99    | 13,5%  | 43,0%            |
| Grecia        | 11 (ND)                                     | 8 (PASOK)                       | -                                                    | -                              | 3 (KKE) 1 (SYN) | -                 | 1 (LAOS)          | -                             | 24    | 3,3%   | 63,4%            |
| Irlanda       | 5 (Fine Gael)                               | 1 (Páirtí an Lucht Oibre)       | 1 (Marian Harkin)                                    | -                              | 1 (Sinn Féin)   | 4 (Fianna Fáil)   | 1 (Kathy Sinnott) | -                             | 13    | 1,8%   | 59,7%            |
| Italia        | 16 (FI) 5 (UDC) 1 (SVP) 1 (AP-UDEUR) 1 (PP) | 12 (DS) 2 (SDI) 2 (independent) | 7 (Margherita) 2 (Lista Emma Bonino) 2 (IdV) 1 (MRE) | 2 (Verdi)                      | 5 (RC) 2 (PdCI) | 9 (AN)            | 4 (LN)            | 2 (NPSI) 1 (AS) 1 MSFT)       | 78    | 10,7%  | 73,1%            |
| Letonia       | 2 (JL) 1 (TP)                               | -                               | 1 (LC)                                               | 1 (PCTVL)                      | -               | 4 (TB/LNNK)       | -                 | -                             | 9     | 1,2%   | 41,34%           |
| Lituania      | 2 (TS)                                      | 2 (LSDP)                        | 5 (DP) 1 (LiCS)                                      | -                              | -               | 1 (VNDPS) 1 (LDP) | -                 | -                             | 13    | 1,8%   | 48,38%           |
| Luxemburg     | 3 (CSV)                                     | 1 (LSAP)                        | 1 (DP)                                               | 1 (Déi Gréng)                  | -               | -                 | -                 | -                             | 6     | 0,8%   | 90,0%            |
| Malta         | 2 (PN)                                      | 3 (PL)                          | -                                                    | -                              | -               | -                 | -                 | -                             | 5     | 0,7%   | 82,37%           |
| Polonia       | 15 (PO) 4 (PSL)                             | 5 (SLD) 3 (SDPL)                | 4 (UW)                                               | -                              | -               | 7 (PiS)           | 10 (LPR)          | 6 (SRP)                       | 54    | 7,4%   | 20,87%           |
| Portugalia    | 7 (PSD) 2 (CDS-PP)                          | 12 (PS)                         | -                                                    | -                              | 2 (PCP) 1 (BE)  | -                 | -                 | -                             | 24    | 3,3%   | 38,6%            |
| Regatul Unit  | 27 (Conservatives) 1 (UUP)                  | 19 (Labour)                     | 12 (Lib Dems)                                        | 2 (GPEW) 2 (SNP) 1 (PC)        | 1 (Sinn Féin)   | -                 | 11 (UKIP)         | 1 (DUP) 1 (UKIP)              | 78    | 10,7%  | 38,9%            |
| Slovacia      | 3 (SDKÚ) 3 (KDH) 2 (MKP)                    | 3 (Smer)                        | -                                                    | -                              | -               | -                 | -                 | 3 (ĽS-HZDS)                   | 14    | 1,9%   | 16,96%           |
| Slovenia      | 2 (NSi) 2 (SDS)                             | 2 (ZLSD)                        | 2 (LDS)                                              | -                              | -               | -                 | -                 | -                             | 7     | 1,0%   | 28,3%            |
| Spania        | 24 (PP)                                     | 24 (PS)                         | 1 (CDC) 1 (EAJ-PNV)                                  | 1 (Los Verdes) 1 (ICV) 1 (ERC) | 1 (IU)          | -                 | -                 | -                             | 54    | 7,4%   | 45,1%            |
| Suedia        | 4 (M) 1 (KD)                                | 5 (SAP)                         | 2 (FP) 1 (C)                                         | 1 (MP)                         | 2 (V)           | -                 | 3 (Junilistan)    | -                             | 19    | 2,6%   | 37,8%            |
| Ungaria       | 12 (Fidesz) 1 (MDF)                         | 9 (MSZP)                        | 2 (SZDSZ)                                            | -                              | -               | -                 | -                 | -                             | 24    | 3,3%   | 38,5%            |
| Tările de Jos | 7 (CDA)                                     | 7 (PvdA)                        | 4 (VVD) 1 (D66)                                      | 2 (GL) 2 (ET)                  | 2 (SP)          | -                 | 2 (CU-SGP)        | -                             | 27    | 3,7%   | 39,3%            |
| Total         | 279 38,1%                                   | 199 27,2%                       | 67 9,2%                                              | 40 5,5%                        | 39 5,3%         | 27 3,7%           | 15 2,0%           | 66 9,0%                       | 732   | 100,0% | 45,6%            |

## Rezultatele pentru partidele europene
Voturi estimative de partid UE sunt urmâtoarele:
| Grup             | Grup             | Voturi      | % Voturi | aleși | +/-          | Partid/Subgrup   | Partid/Subgrup   | Voturi      | % Voturi | Aleși | +/- |
| ---------------- | ---------------- | ----------- | -------- | ----- | ------------ | ---------------- | ---------------- | ----------- | -------- | ----- | --- |
|                  | PPE-ED           | 52.534.612  | 34,0%    | 277   |              |                  | PPE              | 44.670.810  | 28,9%    | 227   |     |
|                  | PPE-ED           | 52.534.612  | 34,0%    | 277   | ED           | 5.189.196        | 3,4%             | 37          |          |       |     |
|                  | PPE-ED           | 52.534.612  | 34,0%    | 277   | Independenți | 2.674.606        | 1,7%             | 13          |          |       |     |
|                  | PSE              | 37.271.453  | 24,1%    | 198   |              |                  | PSE              | 36.716.593  | 23,8%    | 193   |     |
|                  | PSE              | 37.271.453  | 24,1%    | 198   | Independenți | 554.860          | 0,4%             | 5           |          |       |     |
|                  | ELDR             | 13.732.594  | 8,9%     | 66    |              |                  | ELDR             | 10.835.213  | 7,0%     | 59    |     |
|                  | ELDR             | 13.732.594  | 8,9%     | 66    | Independenți | 2.897.381        | 1,9%             | 7           |          |       |     |
|                  | GUE/NGL          | 9.999.413   | 6,5%     | 41    |              |                  | SE               | 5.512.904   | 3,6%     | 17    |     |
|                  | GUE/NGL          | 9.999.413   | 6,5%     | 41    | NGLA¹        | 623.401          | 0,4%             | 4           |          |       |     |
|                  | GUE/NGL          | 9.999.413   | 6,5%     | 41    | GACE²        | 529.782          | 0,3%             | 0           |          |       |     |
|                  | GUE/NGL          | 9.999.413   | 6,5%     | 41    | Independenți | 3.333.327        | 2,2%             | 20          |          |       |     |
|                  | V/ALE            | 9.742.287   | 6,3%     | 40    |              |                  | VE               | 8.290.609   | 5,4%     | 33    |     |
|                  | V/ALE            | 9.742.287   | 6,3%     | 40    | ALE          | 946.834          | 0,6%             | 4           |          |       |     |
|                  | V/ALE            | 9.742.287   | 6,3%     | 40    | Independenți | 504.844          | 0,3%             | 3           |          |       |     |
|                  | NI               | 13.745.847  | 8,9%     | 68    |              |                  | Independenți     | 13.745.847  | 8,9%     | 68    |     |
|                  | UEN              | 6.141.614   | 4,0%     | 27    |              |                  | AEN              | 6.141.614   | 4,0%     | 27    |     |
|                  | EDD              | 3.611.803   | 2,3%     | 15    |              |                  | MPCE³            | 341.895     | 0,2%     | 1     |     |
|                  | EDD              | 3.611.803   | 2,3%     | 15    | Independenți | 3.269.908        | 2,1%             | 14          |          |       |     |
| Nu au fost aleși | Nu au fost aleși | 7.094.142   | 4,6%     | 0     |              | Nu au fost aleși | Nu au fost aleși | 7.094.142   | 4,6%     | 0     |     |
| Total            | Total            | 154.317.718 | 100%     | 732   |              | Total            | Total            | 154.317.718 | 100%     | 732   |     |

Au avut drept de vot:  353.460.958 

Alegători: 154.317.718 (43,66%)

Alegeri Totale: 732
Note:

1.Numerele din Alianța de Stănga Verde Nordică și Stănga Europeană Anticapitalistă cuprind doar memebri ce nu aparțin  Partidului de Stănga Europeană.

2. Vezi mai sus.

3. Numerele din Mișcarea Politică Creștină Europeană exclud unii membri care aparțin Partidului Popular European.
Note asupra corectitudini:
- Cifrele estimate de alegători au fost obținute însumând totalul parțialelor relative din fiecare țară, utilizănd rezultatele oficiale disponibile.
- Unde listele naționale sunt alianțe între mai multe partide politice, s-au efectuat tentative în a împărți listele în egală masură, utilizând totalul voturilor preferețiale disponibile, în alte cazuri, au împărțit totalul egal printre candidații MPE aleși